# Болашак (Казталовський район)
Болаша́к (каз. Болашақ) — село у складі Казталовського району Західноказахстанської області Казахстану. Адміністративний центр Болашацького сільського округу.
У радянські часи село називалось Богатирьов.
Населення — 751 особа (2021; 988 у 2009, 1140 у 1999, 1142 у 1989).